# قهوه‌خانه قنبر (فیلم)
قهوه‌خانه قنبر فیلمی به کارگردانی منوچهر صادق‌پور و نویسندگی منوچهر کی‌مرام محصول سال ۱۳۴۸ است.

## داستان
زنی که ثروت فراوانی از همسرش به ارث برده در صدد ازدواج دیگری برمی آید...

## بازیگران
- منوچهر صادق‌پور
- فریده نصیری
- ثریا بهشتی
- محسن آراسته
- اسدالله یکتا
- ابراهیم فخار
- رضوان
- فرنگیس فروهر
- حسن رضایی
- جهانگیر فروهر